# Punch
För andra betydelser, se Punch (olika betydelser).

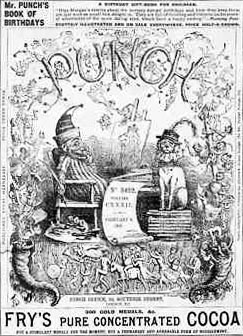
Omslag av en utgåva från 1867.

Punch, egentligen Punch, or the London Charivari, var en satirisk brittisk veckotidskrift. Den gavs ut 1841–1992 och 1996–2002. Namnet Punch kom från kasperdockan Mr. Punch.

## Historia
Tidningen grundades 1841 av Henry Mayhew, Mark Lemon och träsnidaren Ebenezer Landells. Tidningen skapades med den franska satirtidskriften Le Charivari som förebild och fick som titelfigur den anarkistiska handdockan Mr. Punch.
Tidningen lades på grund av vikande intresse ned 1992, men nylanserades redan 1996. Inte heller den nya versionen lyckades nå ekonomisk bärkraft, och därför lades den på nytt ned i maj 2002.

## Författare och illustratörer som bidragit iPunch(urval)
- Arthur William à Beckett
- Gilbert Abbott à Beckett
- John Betjeman
- Richard Doyle
- A. P. Herbert
- John Leech
- George du Maurier
- A. A. Milne
- Anthony Powell
- W. C. Sellar
- Ernest H. Shepard
- John Tenniel
- William Thackeray
- Artemus Ward
- P.G. Wodehouse
- R. J. Yeatman